# Новоивановка (Близнюковский район)
Новоивановка (укр. Новоіванівка), село,
Башиловский сельский совет,
Близнюковский район,
Харьковская область.
Код КОАТУУ — 6320680503. Население по переписи 2001 г. составляет 60 (27/33 м/ж) человек.

## Географическое положение
Село Новоивановка находится на правом берегу реки Самара, на противоположном берегу находятся сёла Башиловка и Луговое.
От реки село отделает километровая полоса озёр, болот, заливных лугов.

## Происхождение названия
На территории Украины 21 населённый пункт с названием Новоивановка.

## История
- 1921 — дата основания.

## Экономика
- В селе есть молочно-товарная ферма.

## Культура
- Клуб.

## Достопримечательности
- Братская могила советских воинов. Похоронено 18 воинов.